# Christa Kinshofer
Christa Kinshofer, née le 24 janvier 1961 à Munich, est une ancienne skieuse alpine allemande.
Elle a également couru pour les Pays-Bas de 1984 à 1988.

## Palmarès

### Jeux olympiques
| Édition / Épreuve   | Descente | Super G                          | Slalom géant | Slalom | Combiné                          |
| ------------------- | -------- | -------------------------------- | ------------ | ------ | -------------------------------- |
| JO 1980 Lake Placid | —        | Épreuve inexistante à cette date | 5e           | Argent | Épreuve inexistante à cette date |
| JO 1988 Calgary     | —        | 10e                              | Argent       | Bronze | Abandon                          |

### Championnats du monde
| Épreuve / Édition        | Descente | Géant | Slalom  | Combiné |
| JO 1980 Lake Placid      | —        | 5e    | Argent  | —       |
| Mondiaux 1982 Schladming | —        | 9e    | Abandon | —       |

### Coupe du monde
- Meilleur résultat au classement général : 8e en 1979
  - Vainqueur de la coupe du monde de géant en 1979
  - 7 victoires : 5 géants, 1 slalom et 1 combiné
  - 17 podiums

#### Différents classements en Coupe du monde
| Année/Classement | Année/Classement | Général | Général | Descente | Descente | Slalom | Slalom | Géant  | Géant  | Super-G | Super-G | Combiné | Combiné |
| ---------------- | ---------------- | ------- | ------- | -------- | -------- | ------ | ------ | ------ | ------ | ------- | ------- | ------- | ------- |
| Année/Classement | Année/Classement | Class.  | Points  | Class.   | Points   | Class. | Points | Class. | Points | Class.  | Points  | Class.  | Points  |
| 1977             | 1977             | 40e     | 1       | -        | -        | 21e    | 1      | -      | -      | -       | -       | -       | -       |
| 1979             | 1979             | 8e      | 110     | -        | -        | 17e    | 35     | 1re    | 125    | -       | -       | -       | -       |
| 1980             | 1980             | 11e     | 79      | -        | -        | 13e    | 37     | 9e     | 42     | -       | -       | -       | -       |
| 1981             | 1981             | 9e      | 165     | 21e      | 21       | 15e    | 29     | 8e     | 63     | -       | -       | 3e      | 52      |
| 1982             | 1982             | 24e     | 56      | -        | -        | 21e    | 17     | 20e    | 15     | -       | -       | 6e      | 24      |
| 1983             | 1983             | 66e     | 5       | -        | -        | 29e    | 5      | -      | -      | -       | -       | -       | -       |
| 1986             | 1986             | 44e     | 31      | -        | -        | 30e    | 8      | -      | -      | 20e     | 12      | 21e     | 11      |
| 1987             | 1987             | 48e     | 16      | -        | -        | 31e    | 5      | 23e    | 1      | -       | -       | -       | -       |
| 1988             | 1988             | 12e     | 105     | -        | -        | 5e     | 67     | 11e    | 22     | 12e     | 16      | 11e     | 45      |

#### Détail des victoires
| Saison / Épreuve | Géant                                                    | Slalom      | Combiné       | Total |
| 1979             | Val d'Isère Les Gets Berchtesgaden Aspen Heavenly Valley | -           | -             | 5     |
| 1981             | -                                                        | -           | Crans Montana | 1     |
| 1988             | -                                                        | Piancavallo | -             | 1     |
| Total            | 5                                                        | 1           | 1             | 7     |

## Arlberg-Kandahar
- Meilleur résultat : 14e place dans le géant 1978 à Megève